# Worthington (Kentucky)
Worthington es una ciudad ubicada en el condado de Greenup en el estado estadounidense de Kentucky. En el Censo de 2010 tenía una población de 1609 habitantes y una densidad poblacional de 512,57 personas por km².

## Geografía
Worthington se encuentra ubicada en las coordenadas 38°33′4″N 82°44′6″O / 38.55111, -82.73500. Según la Oficina del Censo de los Estados Unidos, Worthington tiene una superficie total de 3.14 km², de la cual 2.92 km² corresponden a tierra firme y (7.01%) 0.22 km² es agua.

## Demografía
Según el censo de 2010, había 1609 personas residiendo en Worthington. La densidad de población era de 512,57 hab./km². De los 1609 habitantes, Worthington estaba compuesto por el 97.39% blancos, el 0.06% eran afroamericanos, el 0.12% eran amerindios, el 0.99% eran asiáticos, el 0% eran isleños del Pacífico, el 0.5% eran de otras razas y el 0.93% pertenecían a dos o más razas. Del total de la población el 0.37% eran hispanos o latinos de cualquier raza.